# Gaesischia fimbriata
Gaesischia fimbriata är en biart som beskrevs av Urban 1968. Gaesischia fimbriata ingår i släktet Gaesischia och familjen långtungebin. Inga underarter finns listade i Catalogue of Life.